# Hydrograd
Hydrograd (stilizzato come HYDЯOGЯAD) è il sesto album in studio del gruppo musicale statunitense Stone Sour, pubblicato il 30 giugno 2017 dalla Roadrunner Records.

## Descrizione
Secondo quanto riportato dal bassista Johny Chow, il disco segna un distacco dai precedenti lavori del gruppo, definendolo «un vero album rock and roll» e «decisamente groove, molto melodico, con grandi ritornelli».

## Tracce
1. Ysif – 2:02
2. Taipei Person/Allah Tea – 5:16
3. Knievel Has Landed – 4:01
4. Hydrograd – 4:37
5. Song #3 – 4:16
6. Fabuless – 4:00
7. The Witness Trees – 4:45
8. Rose Red Violent Blue (This Song Is Dumb & So Am I) – 4:56
9. Thank God It's Over – 3:36
10. St. Marie – 4:27
11. Mercy – 3:23
12. Whiplash Pants – 4:19
13. Friday Knights – 5:17
14. Somebody Stole My Eyes – 3:47
15. When the Fever Broke – 6:32

Tracce bonus nell'edizione giapponese
1. Burn One Turn One – 3:19
2. Unchained – 3:26 – originariamente interpretata dai Van Halen

CD bonus nell'edizione deluxe
1. Burn One Turn One – 3:19
2. Bootleg Ginger – 3:36
3. Live Like You're on Fire – 4:33
4. Subversive – 3:55
5. Unchained – 3:26 – originariamente interpretata dai Van Halen
6. Bombtrack – 4:04 – originariamente interpretata dai Rage Against the Machine
7. Outshined (Live at Sphere) – 5:15 – originariamente interpretata dai Soundgarden
8. Song #3 (Acoustic) – 3:56
9. Mercy (Acoustic) – 3:20
10. Rose Red Violent Blue (This Song Is Dumb & So Am I) (Acoustic) – 4:51
11. The Witness Trees (Acoustic) – 4:24
12. Mercy (Live at Sphere) – 3:24
13. Fabuless (Live at Sphere) – 4:03

## Formazione
Gruppo
- Corey Taylor – voce, chitarra, voce gang
- Josh Rand – chitarra, voce gang
- Roy Mayorga – batteria, voce gang
- Johny Chow – basso, voce gang
- Christian Martucci – chitarra, voce gang

Altri musicisti
- Megan Milius – voce gang
- George Adrian – voce gang
- Alejandro Baima – voce gang
- Francesco Cameli – voce gang
- Rem Massingill – voce gang
- Jason Christopher – voce gang
- Matthew "Stubs" Phillips – voce gang
- Dan Kaneyuki – strumenti ad arco
- Brian Mantz – strumenti ad arco
- Sergei Ponzirelli – voce fuori campo (traccia 2)
- Pearl Aday – cori (traccia 10)
- Joel Martin – pedal steel guitar (traccia 10)

Produzione
- Jay Ruston – produzione, ingegneria del suono, missaggio
- Stone Sour – produzione
- Francesco Cameli – ingegneria del suono
- Alejandro Baima – ingegneria del suono
- John Douglass – ingegneria del suono aggiuntiva
- Paul Logus – mastering

## Classifiche
| Classifica (2017)          | Posizione massima |
| -------------------------- | ----------------- |
| Australia                  | 2                 |
| Austria                    | 5                 |
| Belgio (Fiandre)           | 22                |
| Belgio (Vallonia)          | 27                |
| Canada                     | 7                 |
| Finlandia                  | 14                |
| Francia                    | 97                |
| Germania                   | 4                 |
| Irlanda                    | 42                |
| Italia                     | 87                |
| Nuova Zelanda              | 6                 |
| Paesi Bassi                | 40                |
| Regno Unito                | 5                 |
| Regno Unito (download)     | 9                 |
| Regno Unito (physical)     | 6                 |
| Regno Unito (rock & metal) | 1                 |
| Scozia                     | 3                 |
| Spagna                     | 69                |
| Stati Uniti                | 8                 |
| Stati Uniti (alternative)  | 2                 |
| Stati Uniti (digital)      | 2                 |
| Stati Uniti (hard rock)    | 1                 |
| Stati Uniti (rock)         | 2                 |
| Stati Uniti (tastemaker)   | 2                 |
| Svezia                     | 34                |
| Svizzera                   | 4                 |